# Johann Franz Greipel
Johann Franz Greipel (2. června 1720, Horní Benešov - 4. dubna 1798, Vídeň) byl český malíř.

## Životopis
Narodil se v Horním Benešově ve Slezsku v domě čp. 215. Byl nejstarším synem stolaře Christiana Greipela a jeho první manželky Susany Eizabeth, rozené Richterové. Malířství se vyučil v Bruntále u T. Langera a za podpory svého strýce Andrease Ignáce Greipela, který byl farářem v Široké Nivě.
Odešel pak na studia do Vídně, na vídeňské akademii je uváděn ve školních protokolech 1774 jako začátečník ve třídě antiky. Protokoly z roku 1752 jej uvádějí jako žáka pracujícího a 20. prosince 1765 se stal členem vídeňské akademie. Podle protokolu zasedání rady vídeňské akademie z 30. srpna 1783 ucházel se Greipel o podřadné místo na akademii, které mu však nebylo přiděleno.
Byl patrně již tehdy ve špatné finanční situaci, která se později, když oslepl, ještě zhoršila. Na zásah císaře Josefa II. byl přijat do penzijní společnosti výtvarných umělců, která mu vystavila revers v roce 1784.
Zemřel ve Vídni ve čtvrti Nový svět, Kampfgasse č. 877. Spojení s rodným krajem mu zprostředkoval jeho bratr Antonín, který byl v letech 1773-1795 kaplanem v Karlovicích.

## Dílo
Pro oblast Slezska vytvořil poměrně rozsáhlý soubor sakrálních maleb. Greipelova tvorba je charakteristická lyrickým poklidným líčením děje v duchu rokokového výtvarného názoru,i když později v závěru jeho tvorby lze zjistit některé rysy klasicismu, projevující se především chladnější barevností a uzavřenějším, plastičtějším tvarem.
Jeho mistrovské dílo byl obraz sv. Jana Křtitele, který je uložen ve vídeňské akademii. Greipel ve svém dopise z 13. října 1781 z Vídně žádá místodržícího řádu německých rytířů v Bruntále Reidheima o zadání zakázky bočních oltářů farního kostela Nanebevzetí Panny Marie v Opavě. Reidheim mu odpověděl, že jeho žádostí nemůže vyhovět, protože práce už byla zadaná, ale že na něj bude pamatovat. Pro severní Moravu maloval Greipel díla v Dolní Moravici, Vrbně pod Pradědem, Dětřichovicích, Krnově, Andělské Hoře, Karlovicích, Malé Morávce. V Zátoře na epištolní straně oltáře sv. Tři králů byl obraz Klanění. Obraz daroval kostelu patron kníže Adam von und zu Lichtenstein, bohužel byl obraz poškozen při bílení kostela r. 1826.

## Galerie

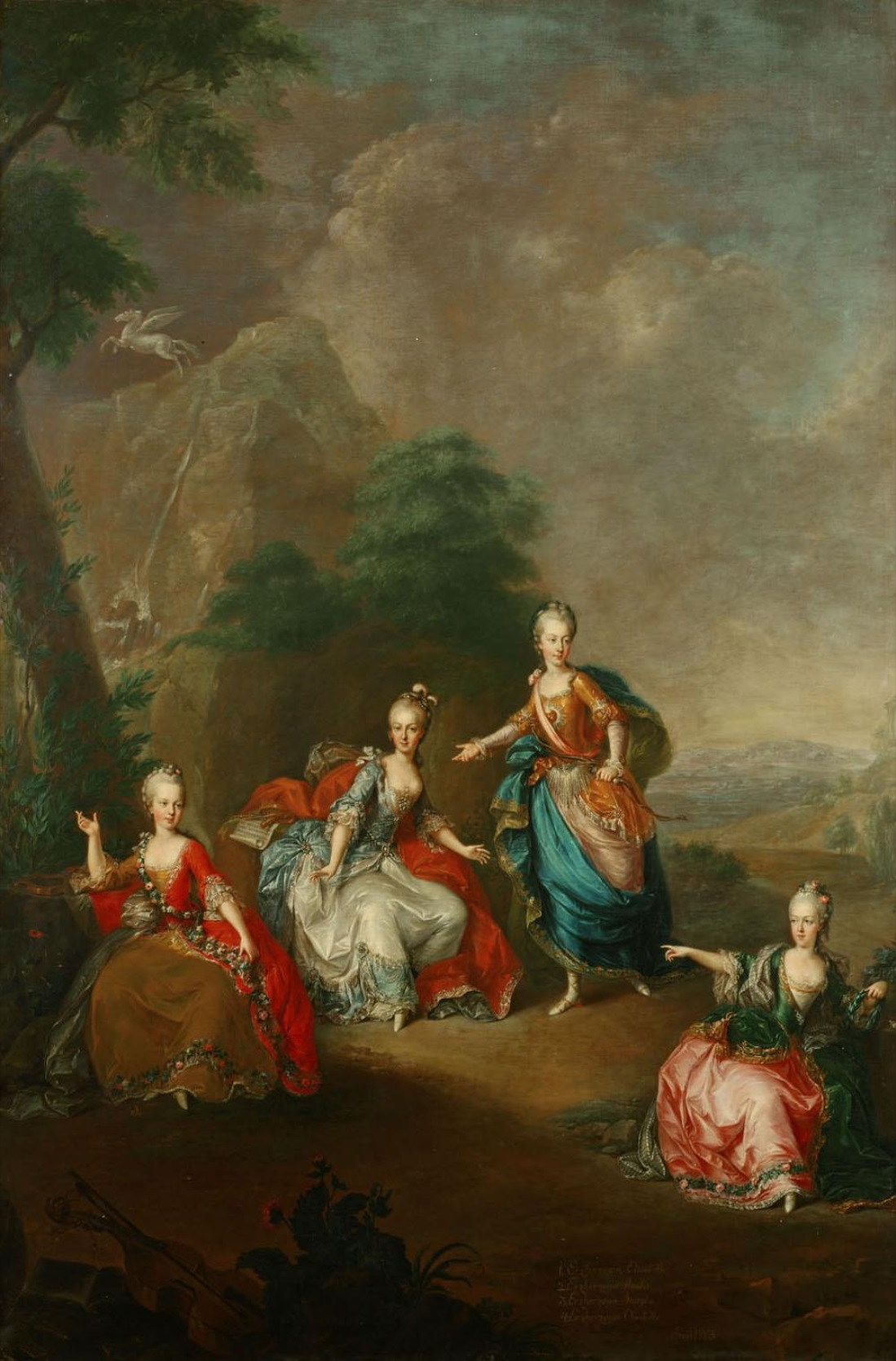
Johann Franz Greipel - arcivévodkyně Amalia jako Apollo, Elisabetha jako múza Melpomene, Josepha jako Euterpe a Charlotte jako Erato (1765)
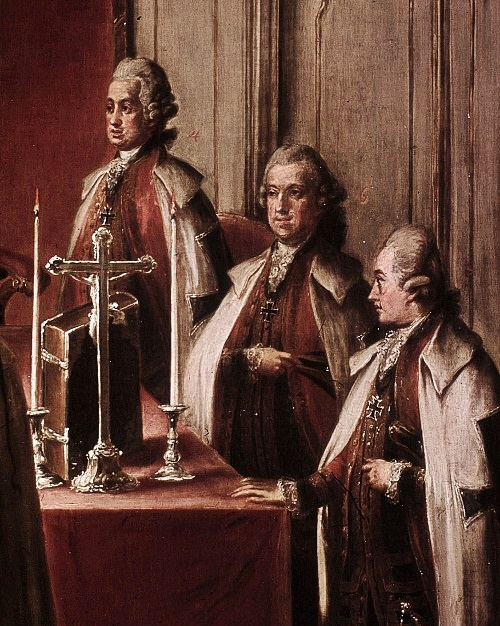
Johann Franz Greipel - Franz Sigismund Adalbert Lehrbach (1729-1787), francký Landkomtur při konkláve Řádu německých rytířů ve Vídni roku 1770 (1772)
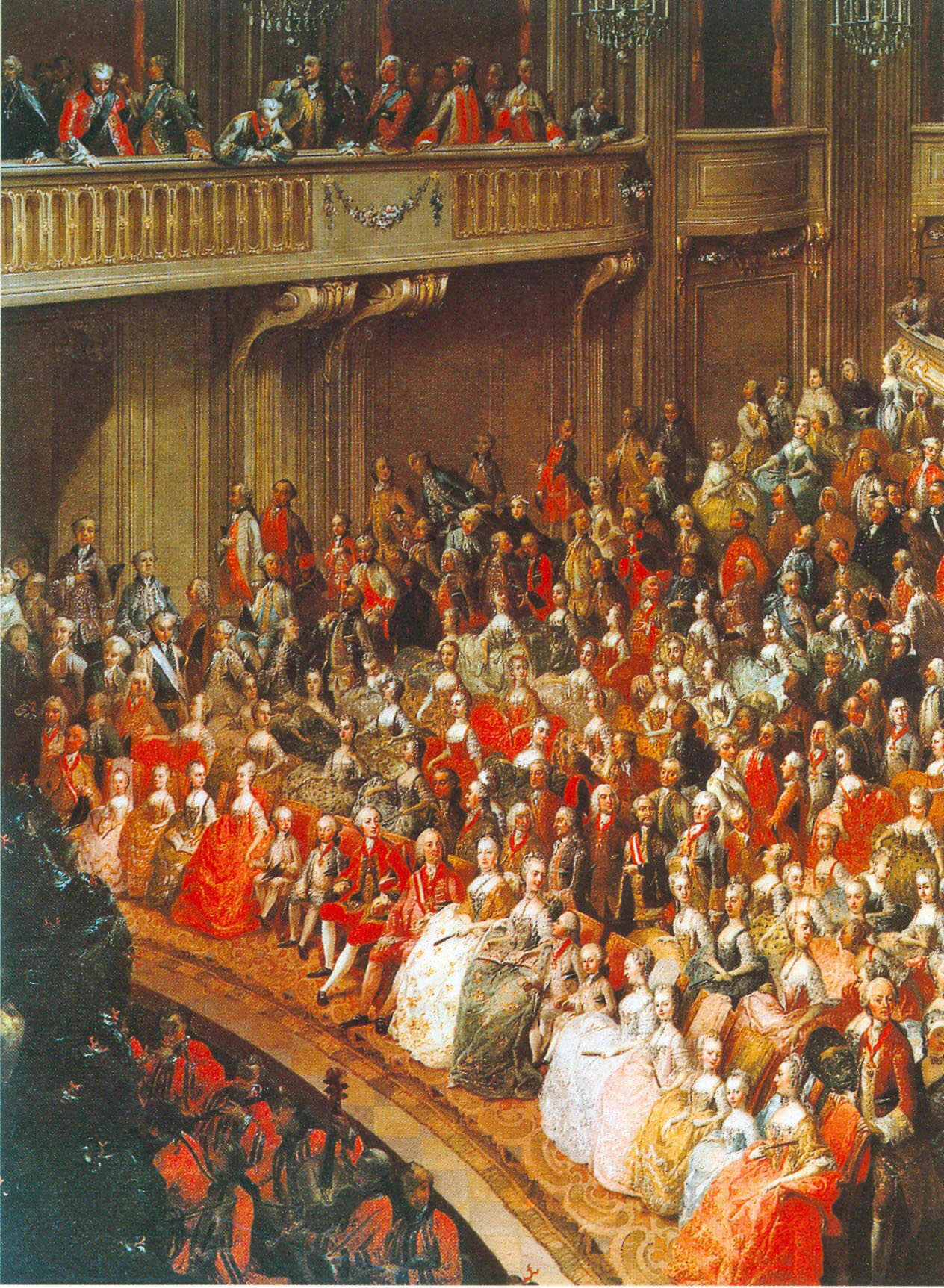
Johann Franz Greipel - císařská rodina a vídeňská dvorní společnost (1763)